# 大政謙次
大政 謙次（おおまさ けんじ、1950年 - ）は、日本の農学者、環境学者。高崎健康福祉大学農学部長、東京大学名誉教授。学位は、工学博士（東京大学）。専門は、生物環境情報工学、環境植物学、農業工学。愛媛県伊予市出身。

## 略歴
- 1969年 愛媛県立松山南高等学校卒業
- 1973年 愛媛大学農学部農業工学科卒業
- 1975年 愛媛大学大学院農学研究科（農業工学専攻）修士課程修了
- 1976年 国立公害研究所研究員
- 1985年 工学博士（東京大学）
- 1986年 国立公害研究所主任研究員
- 1987年 同技術部生物施設管理室長
- 1990年 航空宇宙技術研究所客員研究官
- 1990年 国立環境研究所生物圏環境部環境植物研究室長
- 1998年 筑波大学教授（併任） 生物科学系 大学院生物科学研究科担当（ - 1999年）
- 1999年 東京大学教授 大学院農学生命科学研究科 生物・環境工学専攻
- 2006年 日本学術会議連携会員（第20期、21期、24期、25期）
- 2007年 酸性雨研究会会長
- 2009年 北京大学環境エネルギー学院客座教授（Visiting Professor）、農業情報学会会長、生態工学会会長
- 2010年 東北師範大学城市与環境科学学院 客座教授（Visiting Professor）
- 2011年 日本学術会議会員（第22、23期）
- 2012年 愛媛大学農学部客員教授、日本農業工学会会長
- 2012年 CSIRO, High Resolution Plant Phenomics Centre (Canberra) Visiting Scientist
- 2013年 日本農業気象学会会長
- 2014年 日本学術会議 第２部（生命科学）副部長（第23期）
- 2016年 高知工科大学客員教授
- 2016年 東京大学名誉教授
- 2017年 大阪府立大学客員教授
- 2018年 日本農学アカデミー会長
- 2019年 高崎健康福祉大学農学部長・教授
- 2020年 日本農学会副会長、群馬県農政審議会会長、学術著作権協会理事
- 2021年 国立環境研究所名誉研究員

## 主な学会役員等
- 日本農学アカデミー 会長（2018 - ）
- 日本農学会 副会長（2020 - ）
- 日本生命科学アカデミー 理事（2021 - ）
- 日本農業工学会 会長（2012 - 2018）、名誉顧問（2018 - ）
- 日本農業気象学会 会長（2013 - 2017）、顧問（2017 - ）、名誉会員（2021 - ）
- 生態工学会 会長（2009 - 2013）、名誉会員・特別理事（2013 - ）
- 農業情報学会 会長（2009 - 2015）、名誉会長（2015 - ）
- 酸性雨研究会 会長（2007 - 2016）、顧問(2016 - )
- 日本生物環境工学会 副会長（2011 - 2014）、会長代行（2015 - 2016）、顧問(2017 - 2019)、名誉副会長(2019 - )、特別名誉会員(2021 - )
- 日本光合成学会 幹事（2001 - ）、常任幹事（2003 - 2007）
- 日本リモートセンシング学会 評議員（2008 - ）、レンジ画像アナリシス研究会長（2005 - 2015）
- もったいない学会 評議員（2007 - ）
- 農業農村工学会 農業農村情報部会長（2004 - 2015）
- CIGR-Technical Section VII: Information Systems Board, Secretary (2000 - 2004)
- IPCC 「Climate Change: Impacts, Adaptation and Vulnerability」 the Working Group II 3rd (2001) and 4th (2007) Assessment Reports: Expert Reviewer
- WMO MUMM International Award 評価委員（2011 - 2014）
- AGri-Bioscience Monographs(AGBM) Editor（2016 - ）
- 群馬県農政審議会会長（2020 - ）

## 主な受賞歴
- 1991年 科学技術庁長官賞（第17回研究功績者表彰）
- 1992年 日本農業気象学会賞（学術賞）
- 2000年 Outstanding Contribution Award of The XIV Memorial CIGR World Congress
- 2001年 日本リモートセンシング学会論文賞
- 2001年 日本生物環境調節学会賞
- 2003年 農業情報学会フェロー
- 2004年 生態工学会賞（学術賞）
- 2004年 Outstanding Contribution Award of 6th International Symposium on Plant Responses to Air Pollution and Global Changes
- 2006年 日本生物環境調節学会（現日本生物環境工学会）フェロー
- 2008年 Best Paper Award in 58th PSAE (Philippine Society of Agricultural Engineers)
- 2008年 日本リモートセンシング学会優秀論文発表賞
- 2008年 農業情報学会学術賞
- 2010年 環境科学会論文賞
- 2010年 日本農業工学会フェロー
- 2011年 GIS Expert Emeritus（GIS資格認定協会）
- 2011年 日本農学賞・読売農学賞
- 2013年 紫綬褒章
- 2015年 生態工学会 特別功績賞
- 2015年 日本生物環境工学会 特別国際学術賞
- 2017年 日本農業気象学会フェロー
- 2018年 CIAT 2017 Outstanding Research Publication Award (ORPA)
- 2019年 日本農業工学会賞・新農林社賞
- 2020年 日本リモートセンシング学会論文賞
- 2024年 瑞宝中綬章[1][2]

## 研究業績等
細胞レベルから群落レベルまでを対象とした植物の機能や構造の２次元、３次元画像計測（バイオイメージングやリモートセンシング）と環境応答解析に関する研究のパイオニアとして、国際的に高く評価される多くの先駆的な研究成果をあげている。また、画像情報、情報通信技術(ICT)などを利用した生物環境研究施設や植物フェノミクスの研究、農業情報化や植物工場などの最先端農業技術の研究、地域資源や地域活性化、環境保全、再生可能エネルギーなどの関連研究、越境大気汚染や温暖化、砂漠化などを中心とした地球環境・空間情報研究など、幅広い分野で研究活動をしている。
研究業績については以下で参照できる。

(2000年以降)
- Researchmap

(2016年以前)
- 著書・解説等
- 論文